# Монтальдо, Джулиано
Джулиа́но Монта́льдо (итал. Giuliano Montaldo; 22 февраля 1930, Генуя — 6 сентября 2023, Рим) — итальянский кинорежиссёр.

## Биография
Ещё будучи студентом, снялся в фильме Карло Лиццани («Осторожно! Бандиты!», 1951). Затем он работал ассистентом режиссёра на съёмках фильмов Лиццани и Джилло Понтекорво.
В 1955 году снялся в фильме «Разгромленные» (итал. Gli Sbandati) Франческо Мазелли.
В 1960 году поставил первый собственный фильм.
Среди наиболее заметных киноработ Монтальдо:
- «Сакко и Ванцетти» (1971) — фильм о двух анархистах и борцах за права рабочих Никола Сакко и Бартоломео Ванцетти;
- «Очки в золотой оправе» (1987) — художественный фильм о гонениях на евреев и геев в 1930-е годы (времена правления Бенито Муссолини);
- «Демоны Санкт Петербурга» (2008) — художественный фильм о Достоевском, сценарий к которому, помимо Монтальдо, писали Андрей Кончаловский и Паоло Сербандини, а музыку написал Эннио Морриконе.

Скончался 6 сентября 2023 года на 94-м году жизни.

## Фильмография
- 1962 — Стрельба по голубям / Tiro al piccione
- 1964 — Внебрачный / Extraconiugale, episodio La moglie svedese
- 1964 — Голые, чтобы жить / Nudi per vivere
- 1965 — Опрометчивость / Una bella grinta
- 1967 — Любой ценой / Ad ogni costo
- 1969 — Неприкасаемые / Gli intoccabili
- 1971 — С нами бог / Gott mit uns (Dio è con noi)
- 1971 — Сакко и Ванцетти / Sacco e Vanzetti
- 1973 — Джордано Бруно / Giordano Bruno , продюсер Карло Понти
- 1976 — Аньезе идет на смерть / L’Agnese va a morire
- 1978 — Замкнутый круг / Circuito chiuso (телефильм)
- 1979 — Игрушка / Il giocattolo
- 1982 — Марко Поло / Marco Polo (телесериал)
- 1982 — Арлекино / Arlecchino
- 1984 — Прощание с Энрико Берлингуэром / L’addio a Enrico Berlinguer (док.)
- 1987 — День первый / Il giorno prima
- 1987 — Очки в золотой оправе / Gli occhiali d’oro
- 1990 — Время убивать / Tempo di uccidere
- 1992 — Буду жить-поживать / Ci sarà una volta
- 1995 — Roma dodici novembre 1994
- 1997 — Эпоха «орла» / Le stagioni dell’aquila
- 2008 — Демоны Санкт-Петербурга / I demoni di San Pietroburgo
- 2009 — Золото Кубы / L’oro di Cuba (док.)
- 2011 — Промышленник / L’industriale

## Награды
- 2002 — Большой крест орден «За заслуги перед Итальянской Республикой»[6]
- 2021 ─ Премия «Золотой глобус» (Италия) за достижения в карьере[7]